# Agama aculeata
Espèce
Synonymes
- Agama infralineata Peters, 1877
- Agama distanti Boulenger, 1902

Agama aculeata est une espèce de sauriens de la famille des Agamidae.

## Répartition
Cette espèce se rencontre en Afrique du Sud, au Swaziland, en Namibie, en Angola, au Botswana, au Zimbabwe, au Mozambique, en Zambie et en Tanzanie.

## Description
Il présente la particularité d'être un agame herbivore. 

## Liste des sous-espèces
Selon The Reptile Database (27 mars 2012) :
- Agama aculeata aculeata Merrem, 1820
- Agama aculeata distanti Boulenger, 1902

Agama aculeata armata a été élevée au rang d'espèce à part entière. 

## Galerie

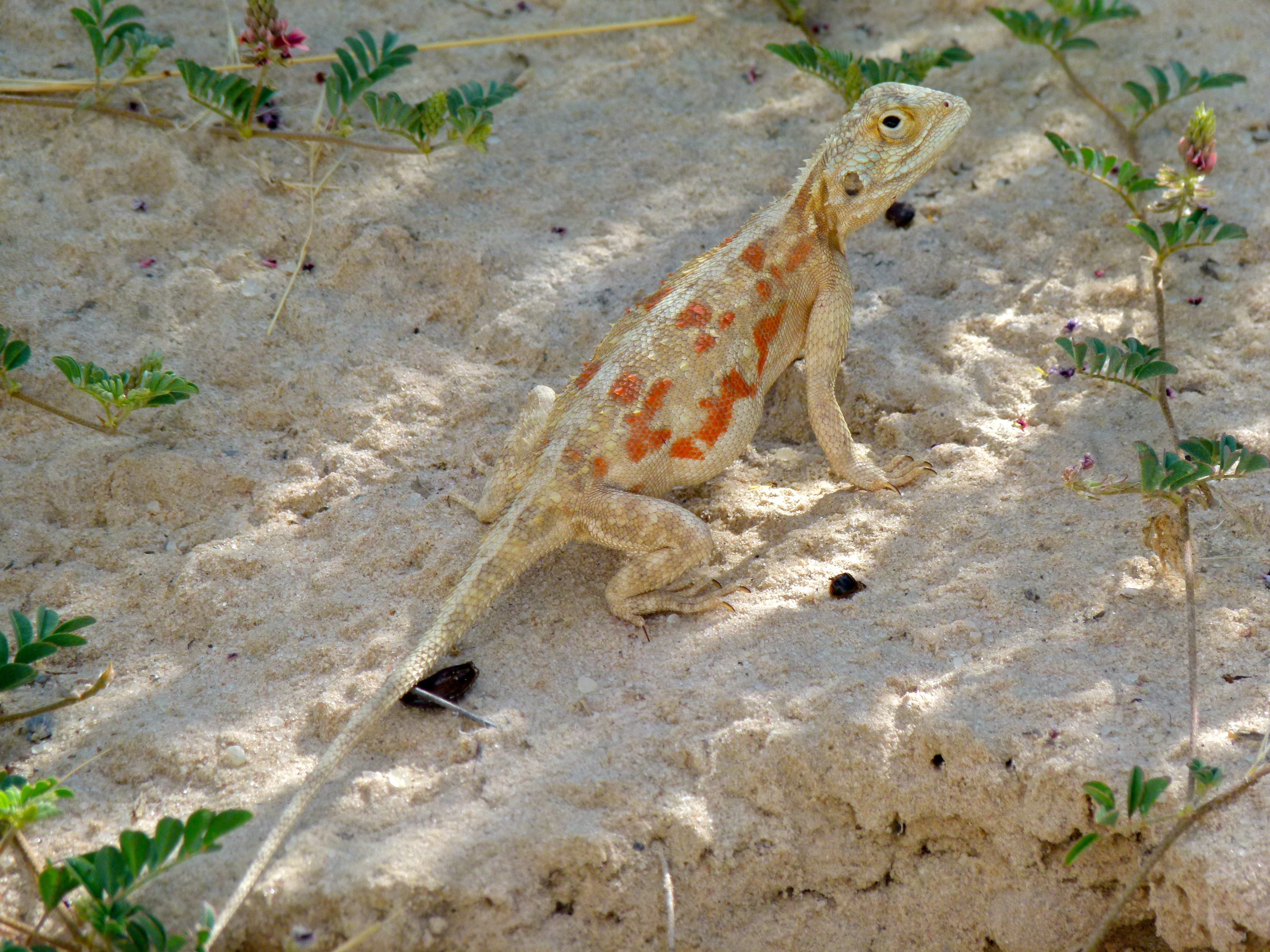
Agama aculeata (Parc transfrontalier de Kgalagadi, Afrique du Sud)
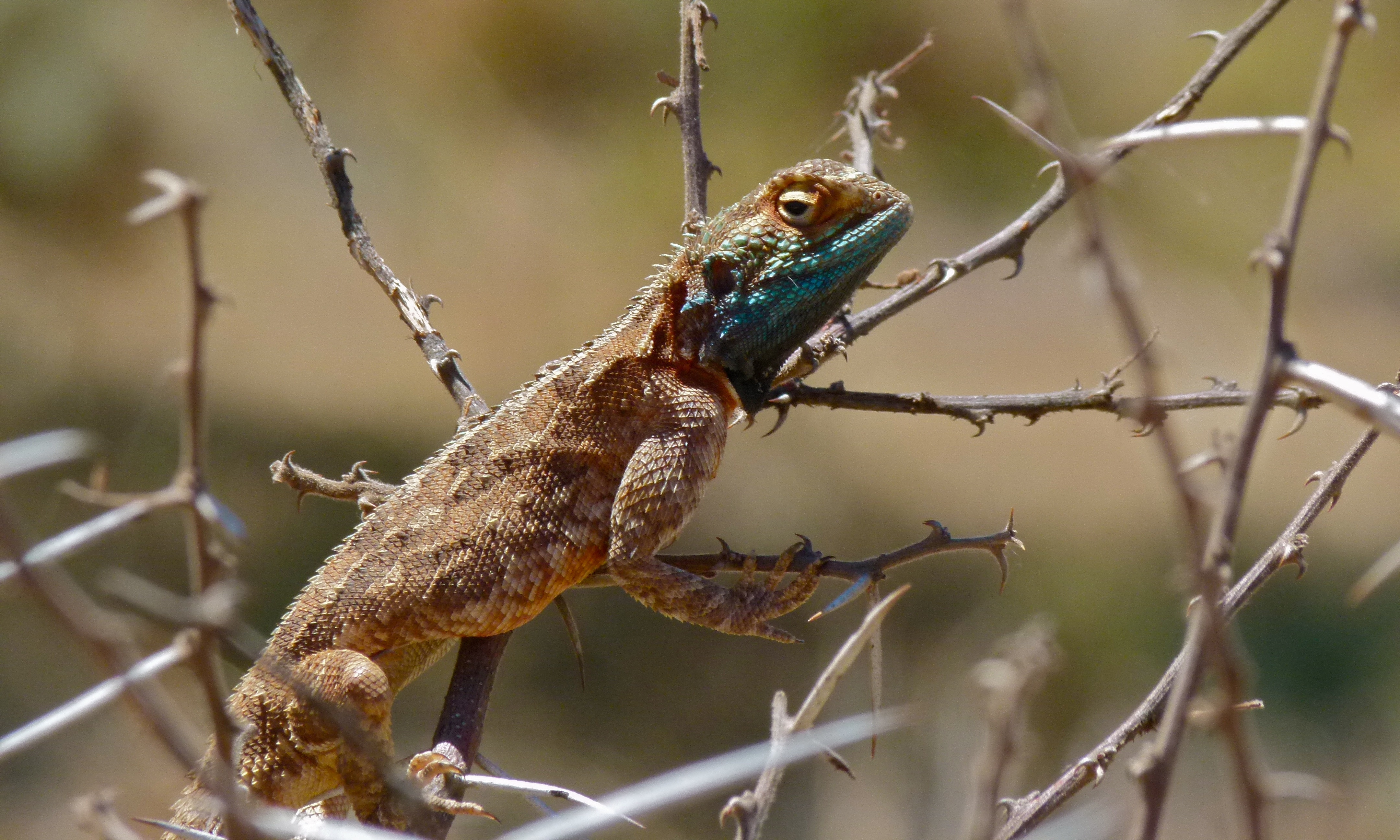
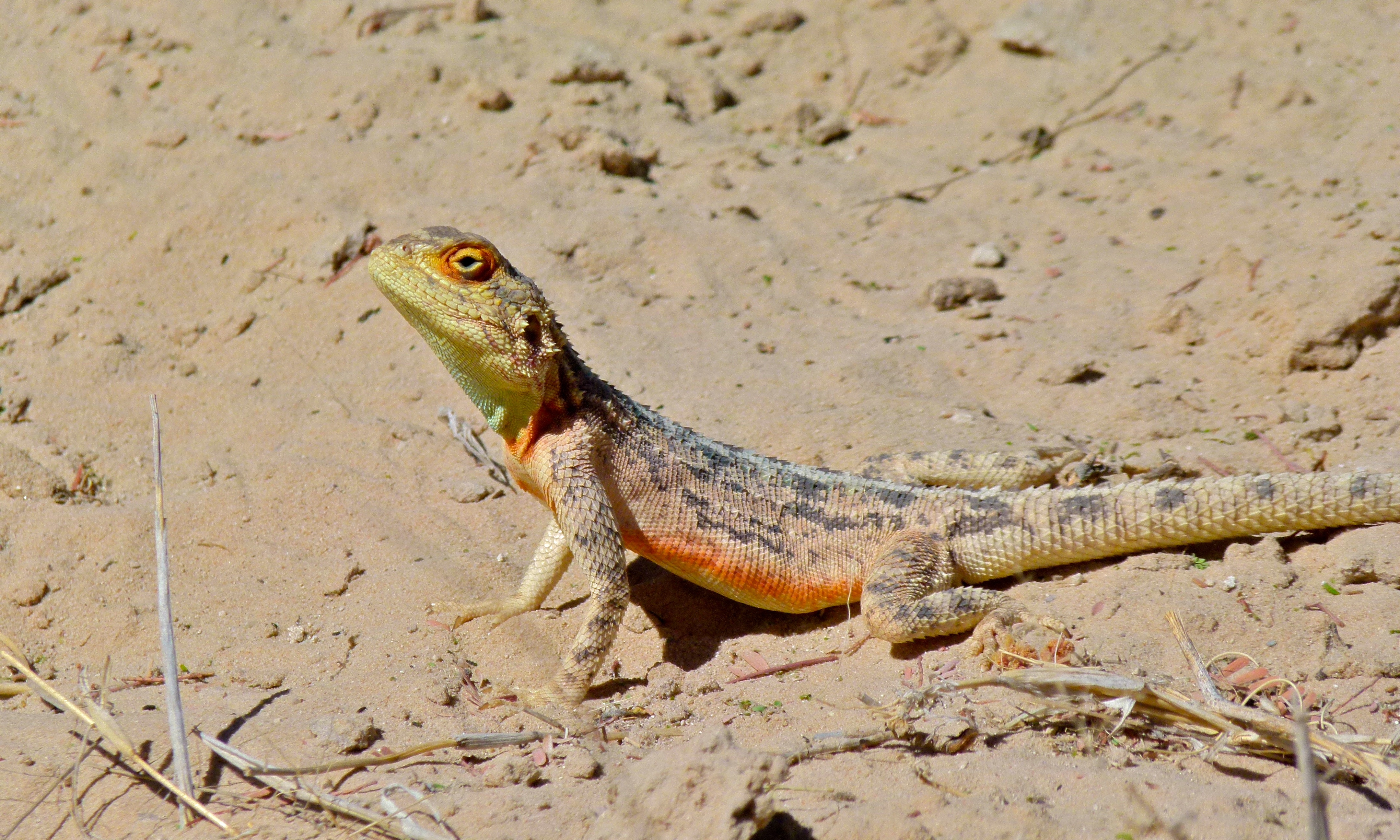
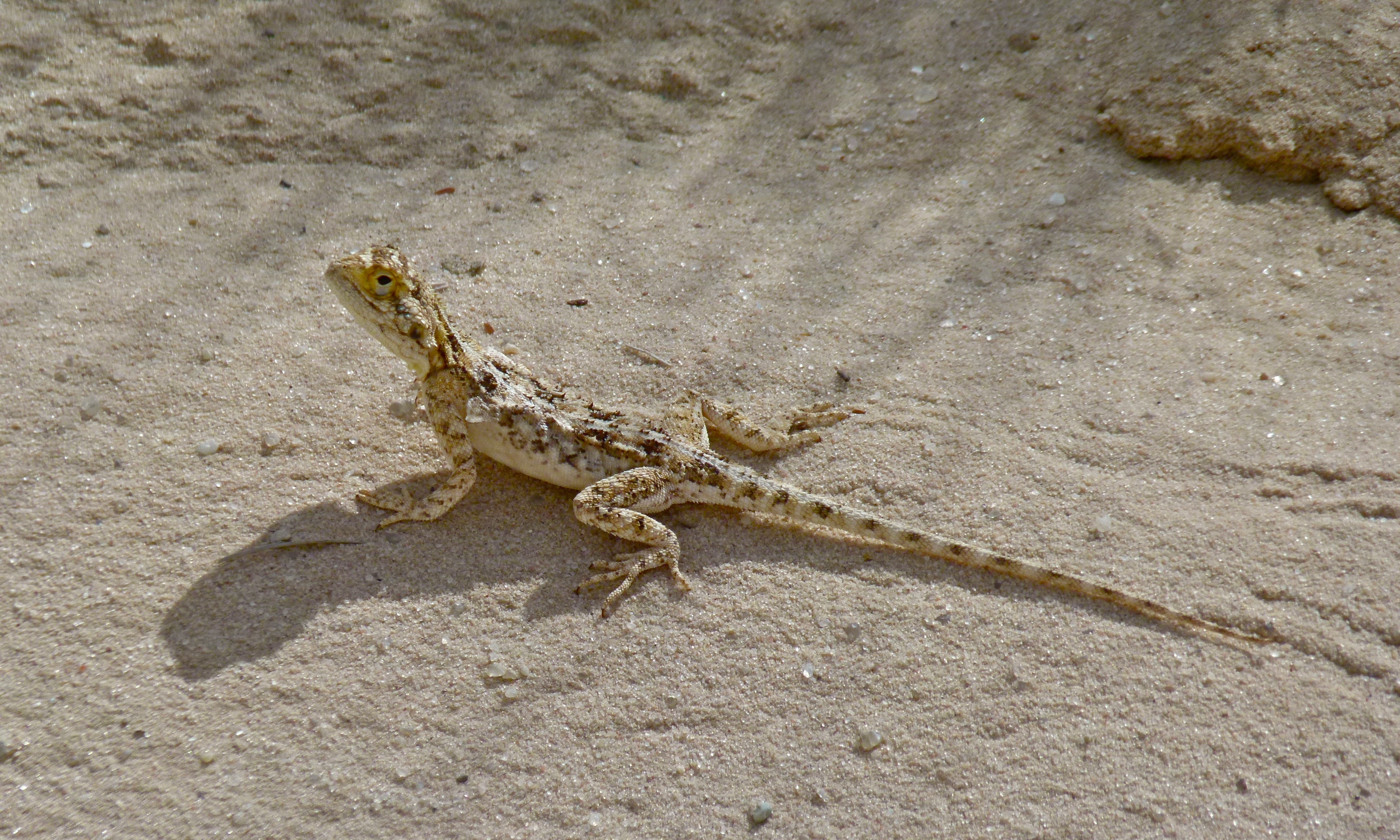
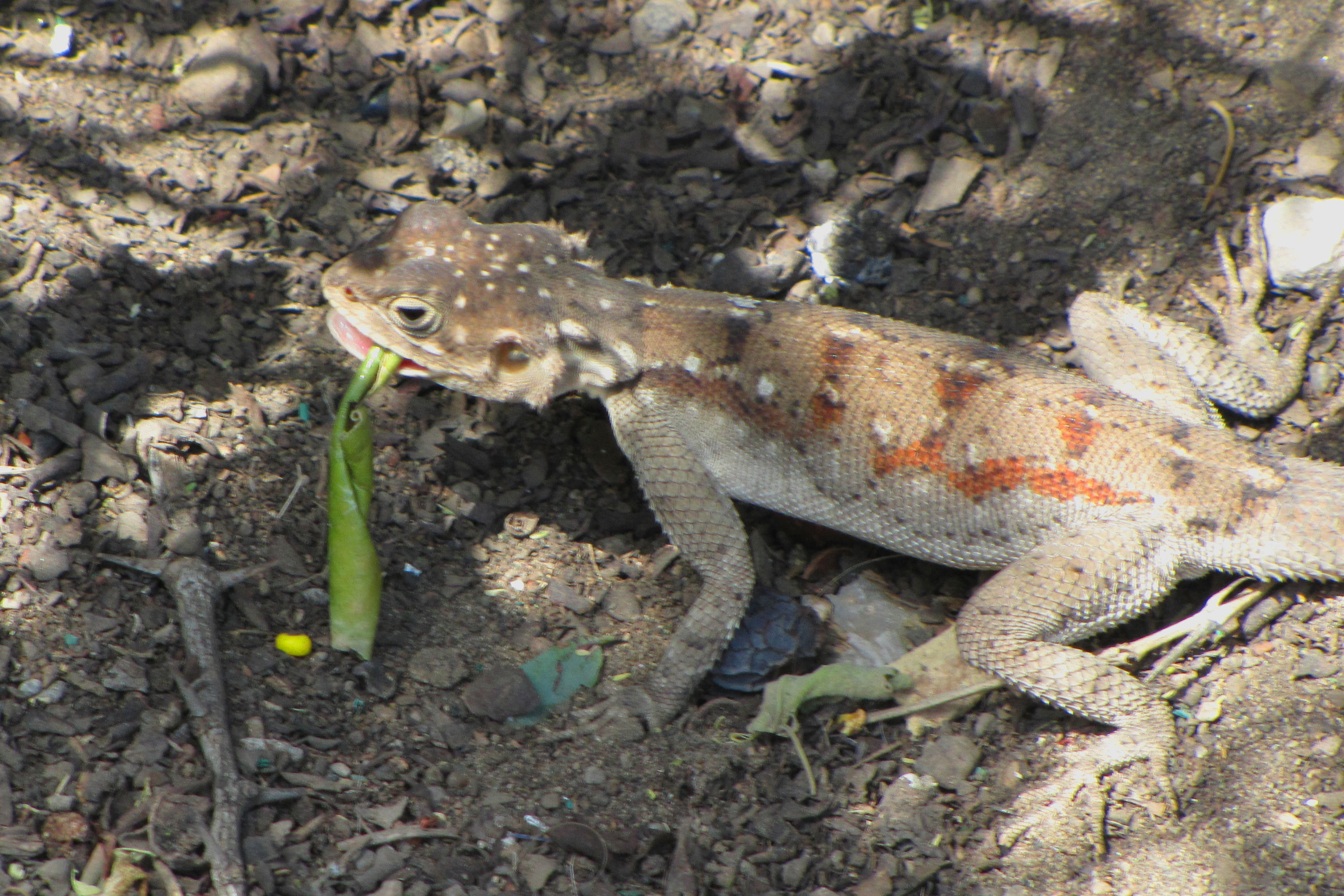

## Publications originales
- Boulenger, 1902 : A new name for the Common Agama of the Transvaal. Annals and Magazine of Natural History, sér. 7, vol. 9, p. 339 (texte intégral).
- Merrem, 1820 : Versuch eines Systems der Amphibien I (Tentamen Systematis Amphibiorum). J. C. Krieger, Marburg, p. 1-191 (texte intégral).